# Hockley megye
Hockley megye az Amerikai Egyesült Államokban, azon belül Texas államban található. Megyeszékhelye és legnagyobb városa Levelland. Lakosainak száma 21 537 fő (2020. április 1.). Hockley megye Lamb, Lubbock, Terry, Cochran, Yoakum, Bailey, Hale és Lynn megyékkel határos.

## Népesség
A megye népességének változása:
| Lakosok száma | 22 838 | 22 969 | 23 150 | 23 530 | 23 433 | 21 537 |
|               | 2010   | 2011   | 2012   | 2013   | 2015   | 2020   |